# Luperini
Tribu
Les Luperini sont une tribu d'insectes coléoptères chrysomélidés de la sous-famille des galérucinés (galéruques).

## Liste des genres
Selon Catalogue of Life (29 avril 2023) :
- Acalymma Barber, 1947
- Amphelasma Barber, 1947
- Androlyperus Crotch, 1873
- Cerotoma Chevrolat in Dejean, 1836
- Cyclotrypema Blake, 1966
- Diabrotica Chevrolat in Dejean, 1836
- Eusattodera Schaeffer, 1906
- Keitheatus Wilcox, 1965
- Luperosoma Jacoby, 1891
- Lygistus Wilcox, 1965
- Metrioidea Fairmaire, 1881
- Neobrotica Jacoby, 1887
- Paranapiacaba J. Bechyné, 1958
- Paratriarius Schaeffer, 1906
- Phyllecthris Dejean, 1836
- Phyllobrotica Chevrolat in Dejean, 1836
- Pseudoluperus Beller & Hatch, 1932
- Pteleon Jacoby, 1888
- Scelida Chapuis, 1875
- Scelolyperus Crotch, 1874
- Synetocephalus Fall, 1910
- Trachyscelida Horn, 1893
- Triarius Jacoby, 1887

## Liste des sous-tribus et genres
Selon Fauna Europaea (29 avril 2023) :
- Sous-tribu Aulacophorina
  - Aulacophora Dejean, 1836
- Sous-tribu Diabroticina
  - Diabrotica Dejean, 1836
- Sous-tribu Luperina
  - Calomicrus Stephens, 1831
  - Euluperus Weise, 1886
  - Exosoma Jacoby, 1903
  - Leptomona Bechyne, 1958
  - Luperus Geoffroy, 1762
  - Nymphius Weise, 1900
  - Phyllobrotica Dejean, 1836